# خال‌چهارگوش لاجوردی
خال‌چهارگوش لاجوردی (انگلیسی: Euphilotes battoides) یا دگربال (Euphilotes battoides) گونه‌ای از پروانه‌ها از خانواده Nymphalidae است که معمولاً به عنوان رگه موی خال‌دار نقره‌ای شناخته می‌شود. در آمریکای مرکزی و جنوبی، از مکزیک گرفته تا بولیوی و برزیل یافت می شود. طول بال‌های این پروانه بین 35 تا 42 میلی‌متر است و رنگ آن قهوه‌ای تیره یا مایل به مشکی با درخشندگی آبی متالیک یا سبز در قسمت بالایی است. قسمت زیرین قهوه ای با یک ردیف لکه های سفید و یک نوار نقره ای در سراسر بال عقب است. لاروها از گیاهان مختلف خانواده ملاستوماتاسه تغذیه می کنند. گونه مورد توجه حفاظتی نیست.

## ریشه‌شناسی نام
ریشه شناسی Euphilotes battoides به شرح زیر است:
Euphilotes از کلمه یونانی "eu" به معنای خوب و "philotes" به معنای عشق یا دوستی گرفته شده است. بنابراین، Euphilotes به معنای "دوستی خوب" است.
Battoides از کلمه یونانی "battos" به معنای مانع و پسوند لاتین "-oides" به معنای شبیه یا مشابه گرفته شده است. بنابراین، Battoides به معنای "شبیه به سنگ مانع" است. این نام احتمالاً به شکل متمایز بال پروانه اشاره دارد که می تواند کمی ناهموار یا نامنظم به نظر برسد، مانند یک مانع.